# Megasticus oberthürii
Megasticus oberthürii är en skalbaggsart som först beskrevs av Leon Fairmaire 1889.  Megasticus oberthürii ingår i släktet Megasticus och familjen långhorningar.
Artens utbredningsområde är Madagaskar. Inga underarter finns listade i Catalogue of Life.